# Tom Maher
Tom Maher (nascido em 4 de setembro de 1952) é um treinador australiano de basquetebol. Tom comandou a seleção feminina na conquista da medalha de bronze dos Jogos Olímpicos de 1996, em Atlanta, e de mais uma prata nos Jogos Olímpicos de Sydney 2000. Ele dirigiu a China em Pequim 2008 e levou a equipe ao quarto lugar.
Comandou novamente a Seleção Chinesa de Basquetebol Feminino na Rio 2016, terminando na décima colocação.

## Vida familiar
Ele é casado com a ex-basquetebolista internacional Robyn Maher, na qual a comandou na Olimpíada de Atlanta em 1996.